# Plastiskt trä

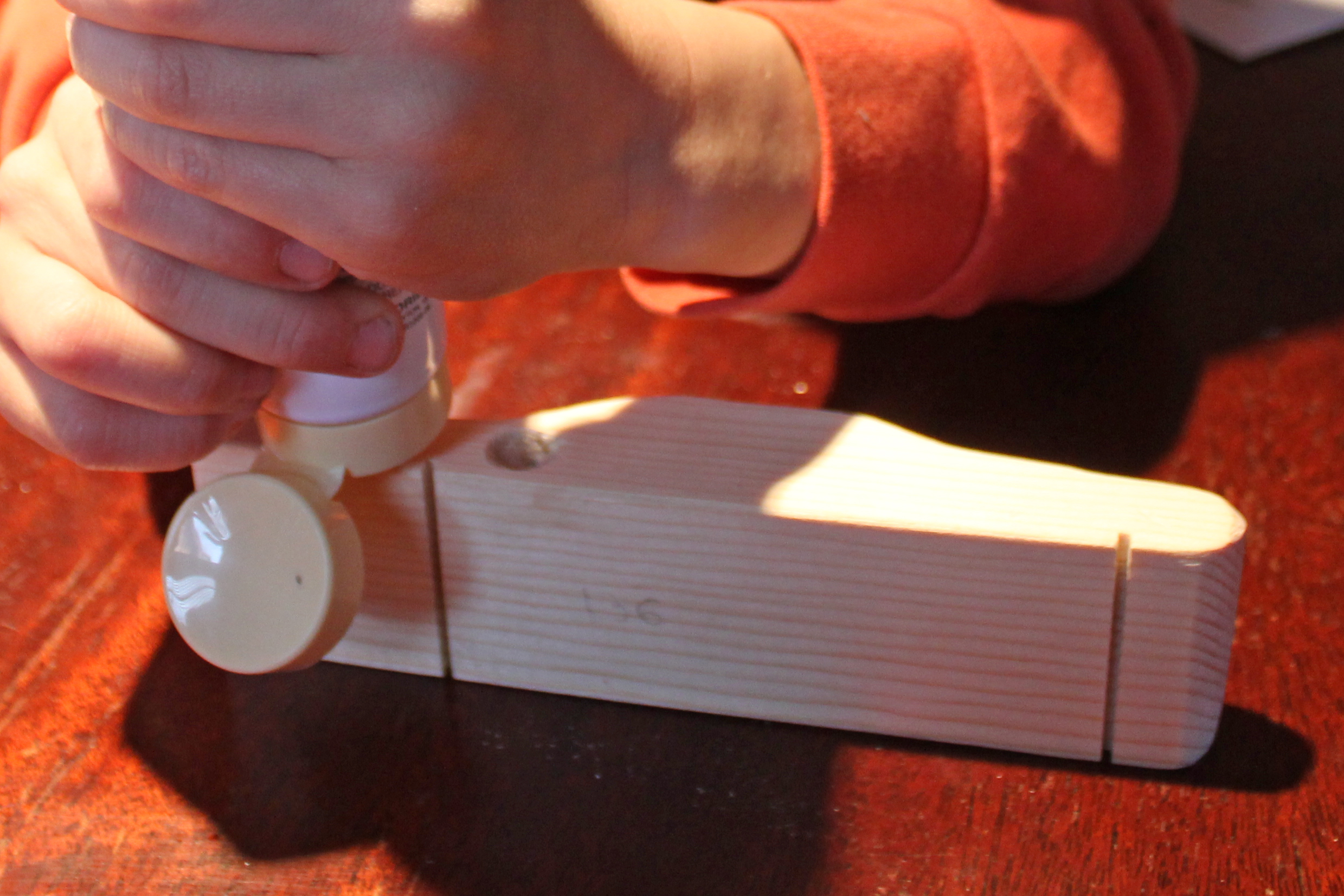
Plastiskt trä används vid bygge av en modellbil.

Plastiskt trä är en massa som används för att fylla mindre hål, exempelvis spikhål, i träföremål före slipning och ytbehandling. Massan består av trämjöl, bindemedel (ofta trälim) och lösningsmedel.